# Colin Smith
Christopher Colin Smith (Brighton, 27 de septiembre de 1927 - Cambridge, †16 de febrero de 1997) fue un hispanista y lexicógrafo inglés.

## Biografía
De una familia con intereses culturales (su padre era un aficionado a la arqueología) estudió en la Varndean School de Brighton, donde vaciló entre entregarse al estudio de la entomología o el de la filología y, aunque se decantó por esta última, conservó tanta afición a la primera que incluso descubrió, ya jubilado, como miembro de la Amateur Entomologists' Society, una nueva especie de polilla en su nativa Sussex, la Agrochola haematidea. Comenzó sus estudios de español en el Colegio de Santa Catalina de Cambridge y se graduó en 1950. Trabajó luego como profesor en la Universidad de Leeds, en cuyo departamento de español permaneció quince años enseñando el Siglo de Oro español. Se doctoró en 1953 con una tesis sobre la lengua poética de Góngora y su antología Spanish Ballads (1964) fue una guía clásica de los estudios hispánicos en el Reino Unido durante muchos años. En 1968 regresó a Cambridge como profesor titular ("university lecturer"), y desde 1975 fue catedrático de lengua española en el Saint Catharine's College de la Universidad de Cambridge, puesto que ocupó hasta su retiro en 1990. 
Estudió la épica antigua castellana de la Edad Media, refrescando algunos aspectos que habían pasado por alto bastantes estudiosos del Cantar de Mio Cid, obra que editó y estudió revitalizando la tesis individualista de Joseph Bédier sobre el origen de la épica moderna; su edición del mismo en 1972 rompía con las tesis de Ramón Menéndez Pidal al respecto. También tradujo al inglés Merlín y familia, la primera novela en gallego de Álvaro Cunqueiro, y Crónica del rey pasmado de Gonzalo Torrente Ballester. 
Llegó a la lexicografía casi por azar. Fue un encargo de la editorial berlinesa Langenscheidt, que quería un diccionario bilingüe de español e inglés. El Standard Dictionary of Spanish and English apareció en 1966, y su segunda edición revisada en 1988. Y aunque se quejaba de la falta de reconocimiento que tenía el trabajo lexicográfico, eso no le impidió aceptar el reto de un proyecto más ambicioso, el de otro diccionario bilingüe, el Collins. Con colaboradores de Leeds y de Nueva York, su impresionante Collins Spanish-English English-Spanish Dictionary apareció en 1971. La edición revisada de 1988 intentaba cubrir los usos hispanoamericanos, y la cobertura de esta y otras áreas del léxico fue aún más completa en la tercera y espléndida edición de 1992. Con el filólogo A. L. F. Rivet se centró después en estudiar el influjo del substrato céltico sobre el latín británico, y el resultado fue su libro The Place-Names of Roman Britain, aparecido en 1979 y reimpreso en 1981.
Presidió (1976-1981) la MHRA (Modern Humanities Research Association), pero siempre prefería que lo reconociesen como el felizmente casado padre de tres hijas.

## Obras
- Poema de mio Cid; edición de Colin Smith, Madrid: Cátedra, 1976.
- The making of the Poema del Mio Cid (Cambridge: University Press, 1983), traducido como La creación del poema de mio Cid, Barcelona: Crítica, 1985
- Diccionario moderno Langenscheidt de los idiomas inglés y español (1966. Berlín: Langenscheidt. 17.ª ed [1986]. ISBN 9783468960530)
- Collins : Spanish-English, English-Spanish dictionary (1971 [1997]. Barcelona: Editorial Grijalbo. ISBN 9788425330823 / 9780062702076
- Estudios cidianos (1977. Madrid: Cupsa. ISBN 9788439000537)
- Spanish ballads edited by C. Colin Smith, 1964.
- Con Albert Lionel Frederick Rivet, The place-names of Roman Britain, 1979.
- Christians and Moors in Spain [edited by] Colin Smith. Warminster: Aris & Phillips, 1988.
- Traducción al inglés de Merlín y familia (1955) de Álvaro Cunqueiro (1996). London: Everyman Books.
- Traducción al inglés de Crónica del rey pasmado (1989) de Gonzalo Torrente Ballester (1994). London: Everyman Books.